# هتل آرتس
هتل آرتس (انگلیسی: Hotel Arts) ساختمان ۴۴ طبقه با کاربری هتل، مستقر در شهر بارسلون، کاتالونیا، اسپانیا است، که در سال ۱۹۹۴ احداث گردید.